# 12843 Ewers
12843 Ewers (1997 GH27) là một tiểu hành tinh vành đai chính được phát hiện ngày 9 tháng 4 năm 1997 bởi Spacewatch ở Kitt Peak.